# Soli (Benin)
Soli è un arrondissement del Benin situato nella città di Covè (dipartimento di Zou) con 1.960 abitanti (dato 2006).